# La sombra del gigante
La sombra del gigante (originalmente Shadow of the Giant) es una novela de ciencia ficción escrita por Orson Scott Card y publicada en 2005. Es el cuarto volumen de La Saga de la Sombra de Ender, que es una secuela de la Saga de Ender.

## Argumento
En 1985, El juego de Ender iniciaba una serie de cuatro libros llamada a pasar a la historia de la ciencia ficción. En La sombra del gigante, un trastorno genético hace inminente e inevitable la muerte de Bean, el lugarteniente de Ender en la Escuela de Batalla. Su juventud y triste destino originan un brillante y dramático retrato del proceso de maduración de joven a adulto.